# Dolmen des Grèves de Frécul
Ne doit pas être confondu avec Allée couverte des Grèves de Frécul.
Le dolmen des Grèves de Frécul est situé à Barbuise, dans le département de l'Aube en France.

## Description
Le dolmen ne comporte plus que deux orthostates et une dalle de chevet
| Dalle                                                                              | Longueur | Épaisseur | Largeur |
| ---------------------------------------------------------------------------------- | -------- | --------- | ------- |
| Orthostate no 1                                                                    | 2 m      | 0,45 m    | 0,90 m  |
| Orthostate no 2                                                                    | 1,75 m   | 0,40 m    | 0,90 m  |
| Chevet                                                                             | 1,40 m   | 0,40 m    | 0,75 m  |
| Données : A la découverte des mégalithes de l'Aube - dolmens-menhirs et polissoirs |          |           |         |

Il a été fouillé en 1963 sous la direction d'A. Lemoine. Seuls, deux tessons de poterie et des ossements ont été découverts mais le dolmen avec la tombe avait été violée antérieurement.
L'allée couverte des Grèves de Frécul et le menhir de la Grande Borne étaient situés environ 100 m plus au nord avant d'être déplacés au Musée Saint-Loup de Troyes.